# Емір-Заде Хайрі Османович
Хайрі́ Осма́нович Емі́р-Заде́ (крим. Hayri Osman oğlu Emir-zade, 5 жовтня 1893, с. Дерекой, Таврійська губернія, Російська імперія — 17 лютого 1958, м. Баку, Азербайджанська РСР) — кримськотатарський актор театру та кіно. Народний артист Кримської АРСР (1923).

## Біографія
Народився в 1893 році в селі Дерекой (нині в межах Ялти) Ялтинського повіту Таврійської губернії.
Початкову школу закінчив у Ялті, потім навчався живопису в Санкт-Петербурзі, шоферській справі в Харкові. Є відомості про те, що Емір-Заде деякий час здобував освіту в Одеській торговельній школі. Був різносторонньою людиною: малював, писав вірші, співав, танцював.
З 1921 року був учасником Ансамблю пісні і танцю Ялтинської філармонії.
У 1923—1924 роках працював у Кримськотатарському театрі в Сімферополі, грав головні ролі в виставах «Таїр», «Зоре», «Богатир Янгора», «Богатир Ненкеджан».
У 1923 році став першим, хто отримав звання Народного артиста Кримської Автономної Радянської Соціалістичної Республіки.
1926 року знявся в головній ролі в фільмі «Алім» за п'єсою Іпчі Умера (режисер Георгій Тасін, автор сценарію Микола Бажан). Ця стрічка, знята на Ялтинській кіностудії, є байопіком про легендарного кримськотатарського героя, захисника бідняків. Головну жіночу роль у фільмі зіграла дружина актора, Асіє Емір-Заде.
З 1932 року знімався в Баку на студії «Азеркіно».
У 1944 році під час насильницької депортації кримських татар Хайрі Емір-Заде було виселено з Криму. Після цього його акторська кар’єра різко обривається. Він майже не знімається, заробляє на життя чоботарством.
Актор помер 17 лютого 1958 року в Баку в бідності, його могила втрачена.

## Фільмографія

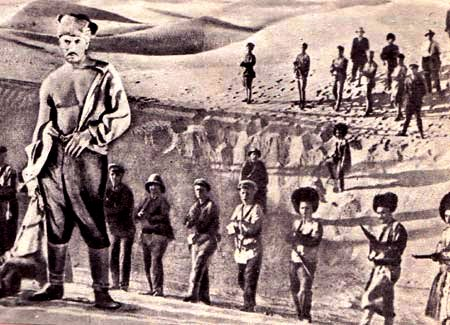
Кадр з фільму «Двадцять шість комісарів»

| Рік  | Назва                      | Роль                 | Примітки                             |
| ---- | -------------------------- | -------------------- | ------------------------------------ |
| 1926 | «Алім»                     | Алім                 | головна роль                         |
| 1926 | «Ордер на арешт»           | Сергій Каргальський  | головна роль                         |
| 1926 | «Пісня на камені»          | співак Халіл         |                                      |
| 1927 | «Кіра-Кіраліна»            | Назім-ефенді         |                                      |
| 1927 | «Цемент»                   | Гліб Чумалов         | головна роль                         |
| 1928 | «Греблю прорвано»          | Василь               | короткометражний фільм, головна роль |
| 1930 | «Біюк-Гюнеш»               | Алі, колгоспник      | короткометражний фільм               |
| 1930 | «Гість з Мекки»            | Фаїз Мамед           |                                      |
| 1932 | «Двадцять шість комісарів» | комісар              | головна роль                         |
| 1934 | «Два товариша»             |                      | короткометражний фільм               |
| 1934 | «Друзі» («Мухтар»)         | Хайрі, тракторист    | короткометражний фільм               |
| 1934 | «Ісмет»                    | Самед, чоловік Ісмет |                                      |
| 1935 | «Кара-Бугаз»               |                      | епізодична роль (немає в титрах)     |
| 1936 | «Алмас»                    | Керім                |                                      |
| 1939 | «Селяни»                   | Мехмандарбек         |                                      |
| 1941 | «Сабухі»                   | Реджеп               |                                      |
| 1942 | «Бахтіяр»                  |                      | короткометражний фільм               |
| 1950 | «Вогні Баку»               |                      | епізодична роль (немає в титрах)     |

## Пам'ять
Іменем актора названо вулицю в м. Сімферополь і в мікрорайоні Ісмаїл-Бей (м. Євпаторія).